# Alchemilla valdehirsuta
Alchemilla valdehirsuta är en rosväxtart som beskrevs av Robert Buser. Alchemilla valdehirsuta ingår i släktet daggkåpor, och familjen rosväxter. Inga underarter finns listade i Catalogue of Life.